# Jackson (Missouri)
Pour les articles homonymes, voir Jackson.
Jackson est une ville du Missouri, dans le comté de Cap Girardeau, aux États-Unis.